# 伊是名殿内の墓

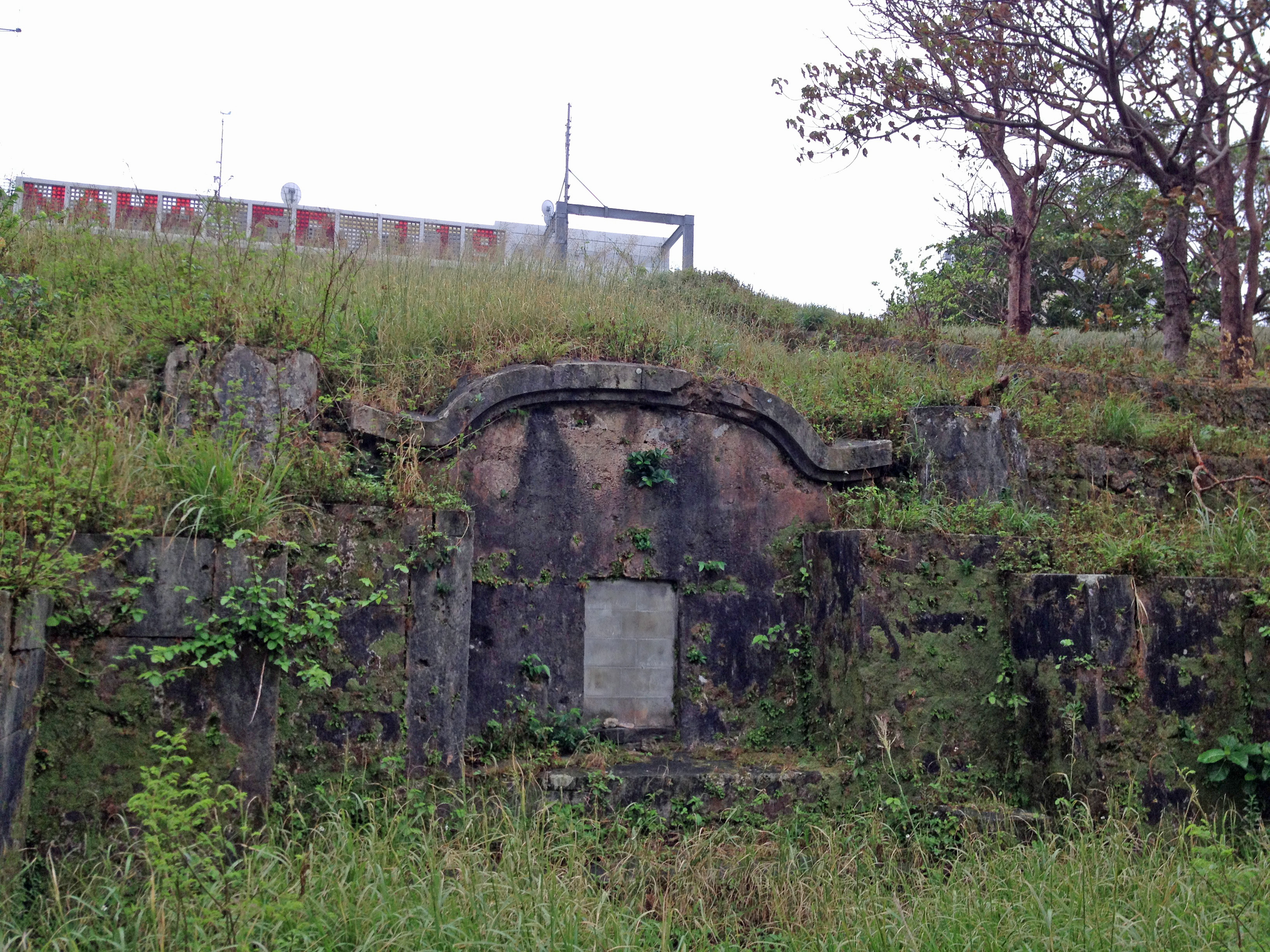
伊是名殿内の墓

伊是名殿内の墓（いぜなどぅんちのはか）は、沖縄県那覇市銘苅にある、琉球士族・向氏伊是名殿内の墓。墓様式は沖縄地方特有の亀甲墓で、付近の古墓群と一括して国の史跡「銘苅墓跡群」に指定されている。

## 概要
伊是名殿内は、琉球王国末期の19世紀後半に、初代・伊是名親方朝宜が伊是名島・伊平屋島の総地頭職に任命されて設立された総地頭家である。総地頭家になった年は家譜が現存していないので不明であるが、1850年に朝宜が「野村親方」の名で尚泰王即位の謝恩副使として江戸上りをしているので、両島の総地頭に転任して「伊是名親方」を称するようになったのはそれ以降のことと推測される。
墓の建造年について、門中の間では初代・朝宜が伊是名島・伊平屋島の総地頭に就任して以降のことであり、その普請には両島の人々も携わったとの言い伝えがあるが、様式的には18世紀にまで遡る可能性も指摘されている。
墓は、小高い山を三面切り開いて造られ、その掘った土で敷地を造成している。大きさは幅約22m、奥行き約30m、面積は約660平方メートルと、亀甲墓としては県内最大級である。墓室内は天井がアーチ式で、正面には厨子甕を安置する棚が三段設けられ、左右にもそれぞれ側棚が設けられている。墓室内手前の、運び込んだ遺体を安置して風葬にするシルヒラシドゥクルと呼ばれる場所は、床石を外して棺が置けるように細工が施されている。墓口（ヒラチ）は現在はコンクリートブロックでふさがれている。
墓室正面の左右に展開する袖石は、宜野湾御殿の墓同様、各3段からなり墓の格式の高さをあらわしている。墓室正面向かって右側の袖石には土地の神・ヒジャイ（后土神）を祀る祠が設けられており、亀甲墓としては珍しい構造になっている。
墓室前の墓庭を取り囲む袖垣の石積は相方積みである。袖垣の隅には、「隅頭（すみがしら）」と呼ばれる一際高い石が配されている。墓の門（入口）は、一般によく見られるような、墓庭を挟んで墓室に正対して設けられておらず、墓室正面の向かって左側の袖垣から入るようになっている。ヒンプン（屏風）は欠くが、その代わり、入口は本門と中門の二つの門からなるクランク状になっており、ヤナカジ（悪い風）が直接墓に当たらないよう風水上の配慮がなされている。
伊是名殿内の墓を含む付近の天久地区は、戦後米軍に接収されて住宅施設が建設されたが、この墓は破壊を免れた。その後日米合意に基づき土地が返還され、この一帯の古墓群は1990年から1999年までの約10年間、発掘調査が行われた。2007年、伊是名殿内の墓は付近の古墓群とともに「銘苅墓跡群」の一つとして国の史跡に指定された。

## ギャラリー

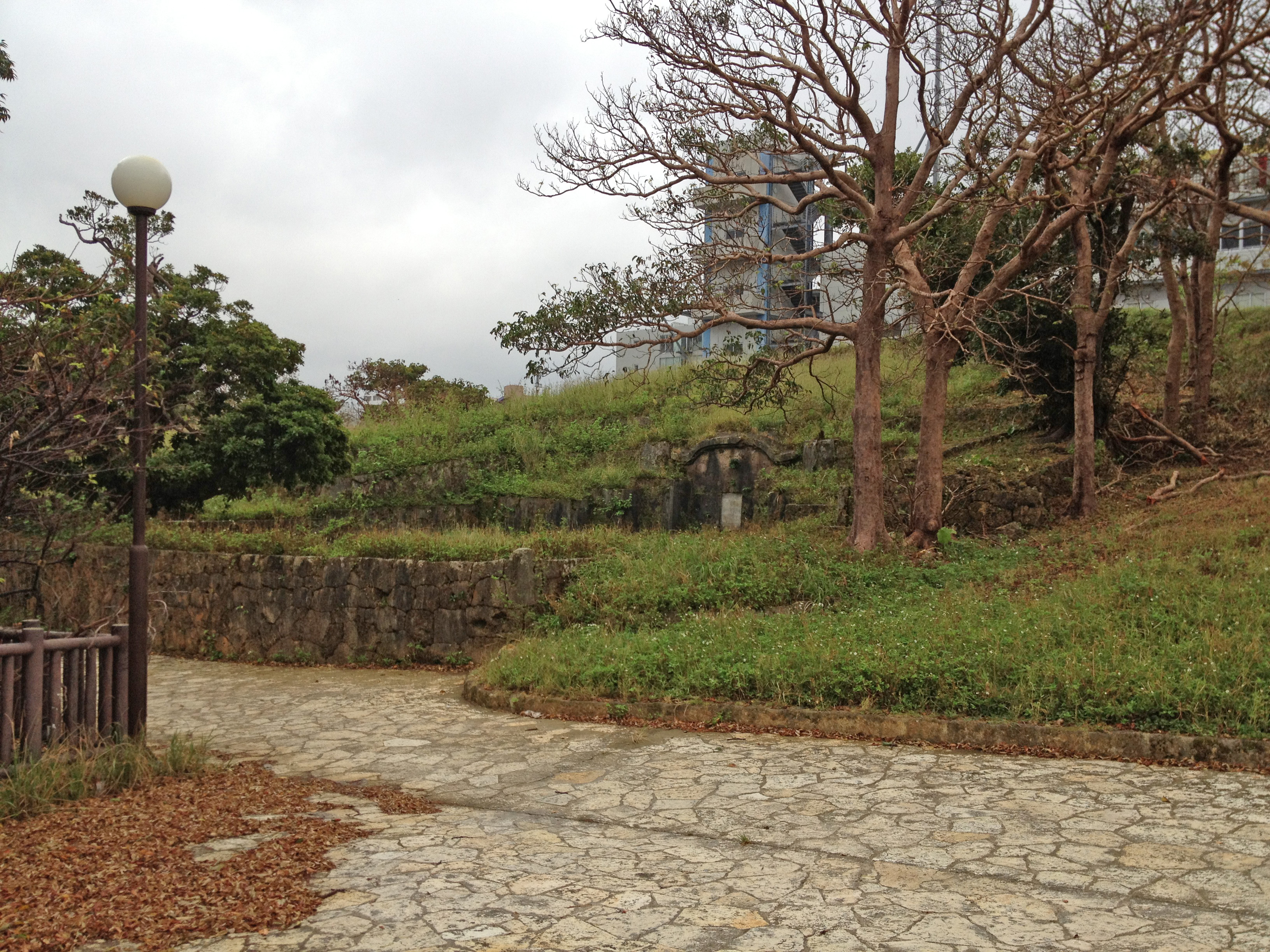
全景
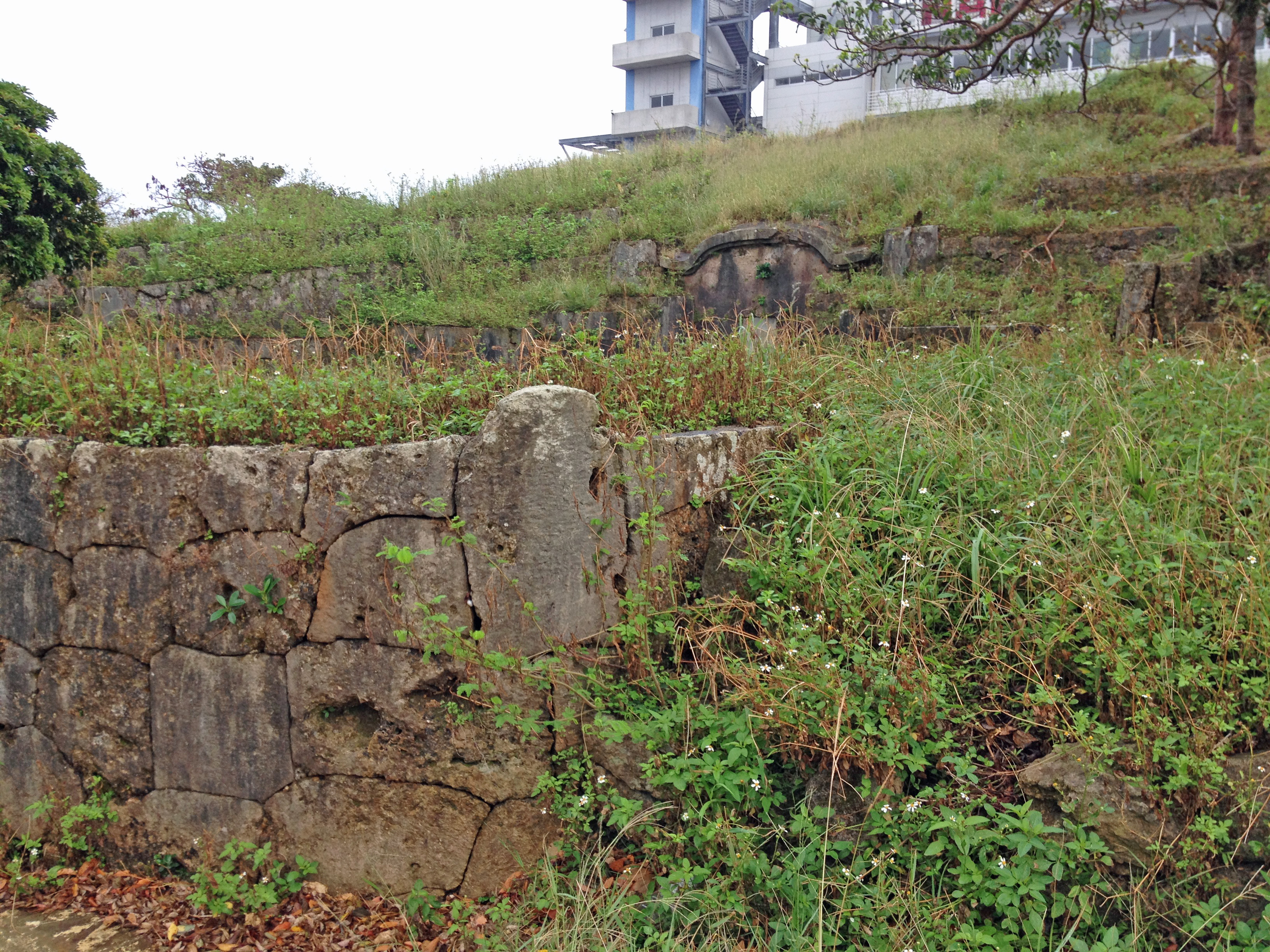
袖垣の隅頭
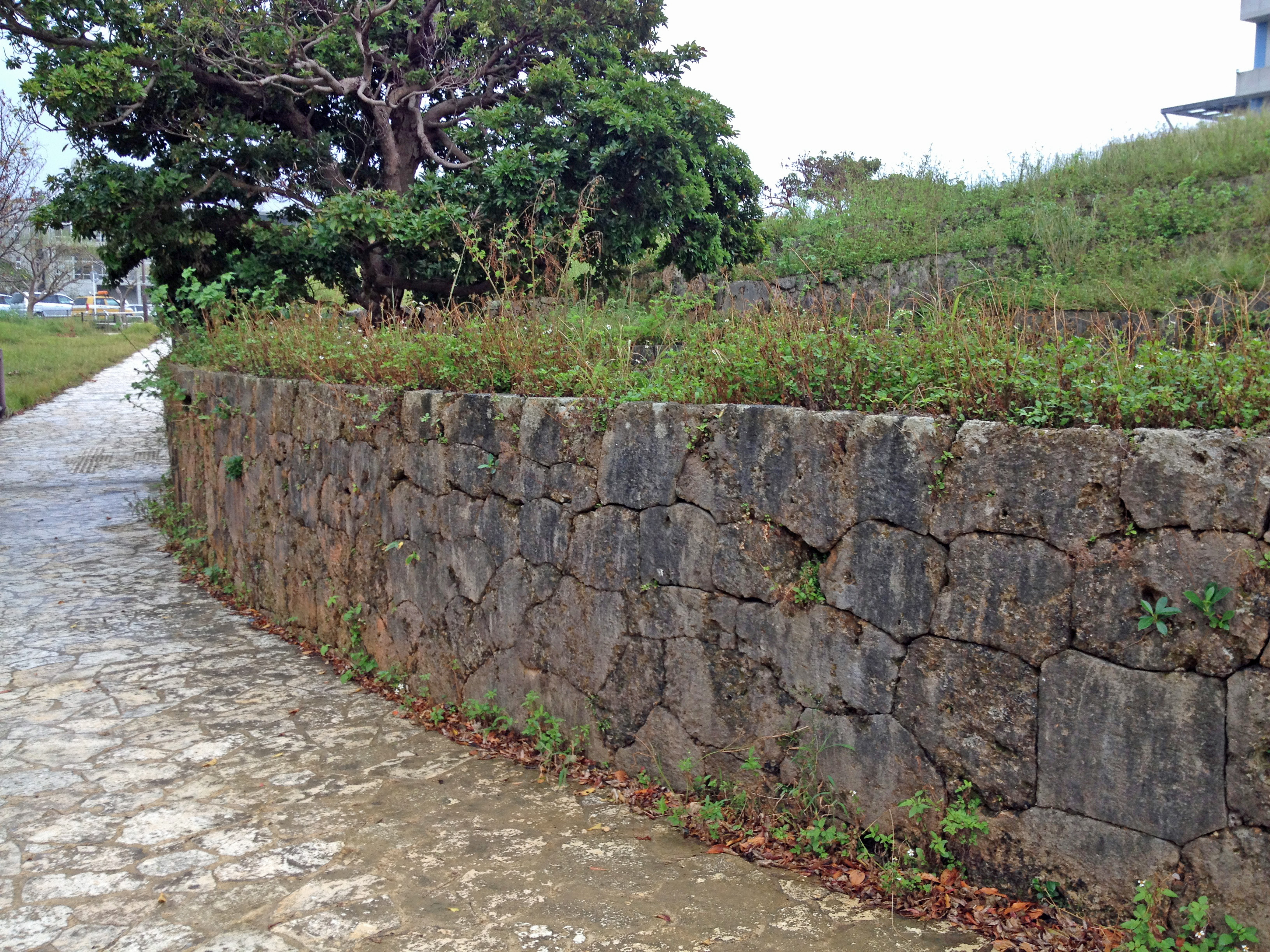
袖垣
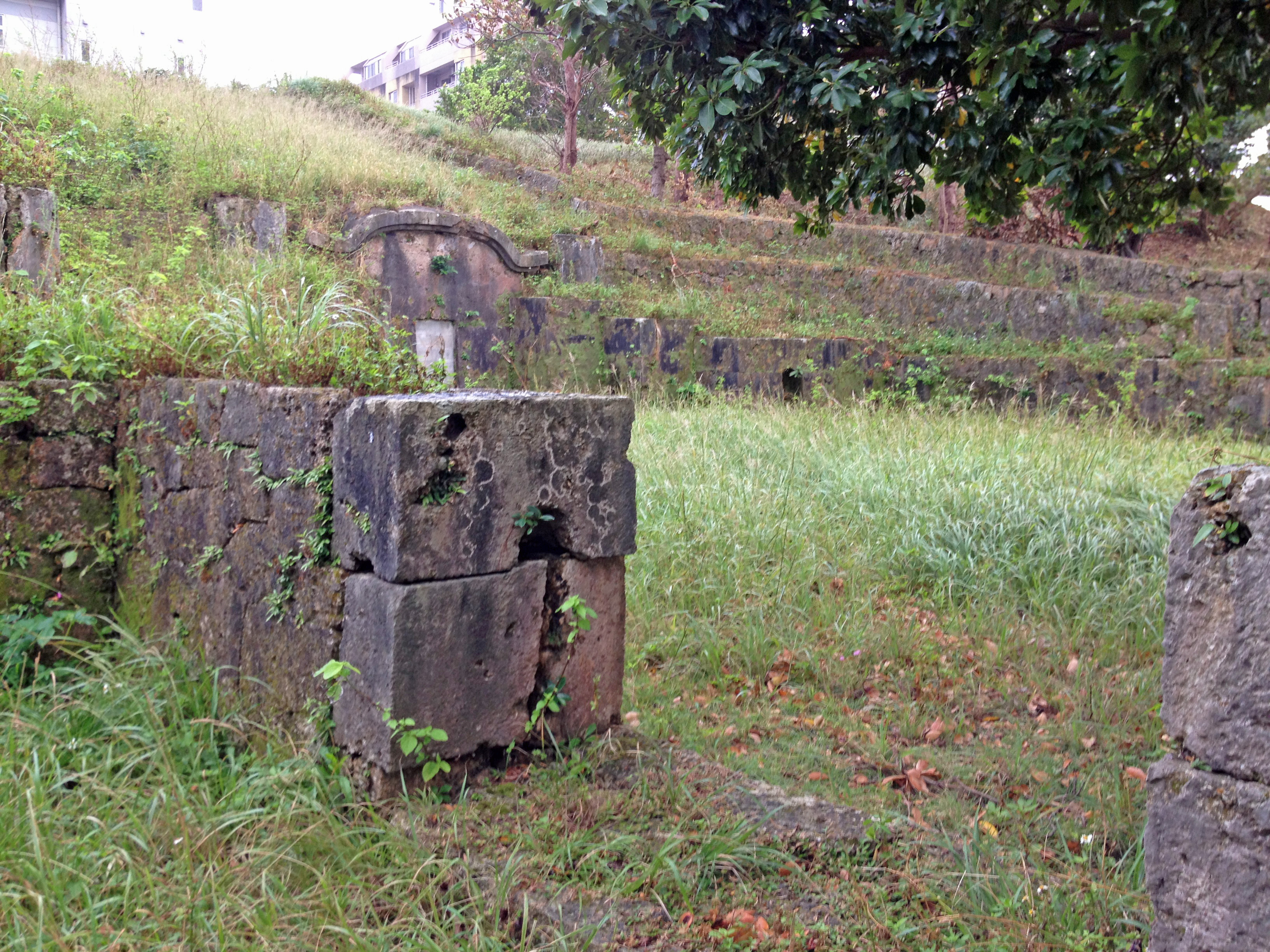
中門から
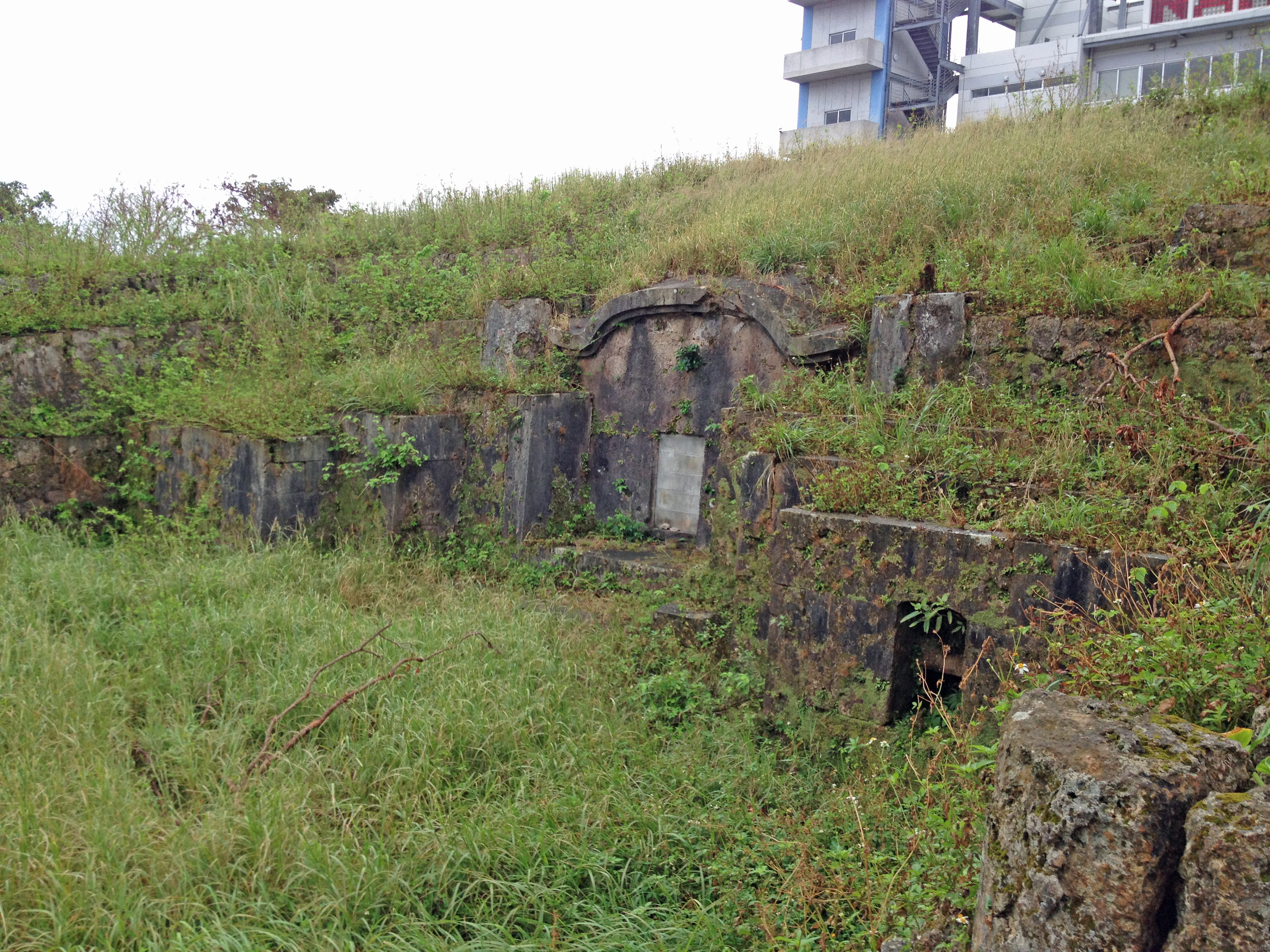
墓室と袖石
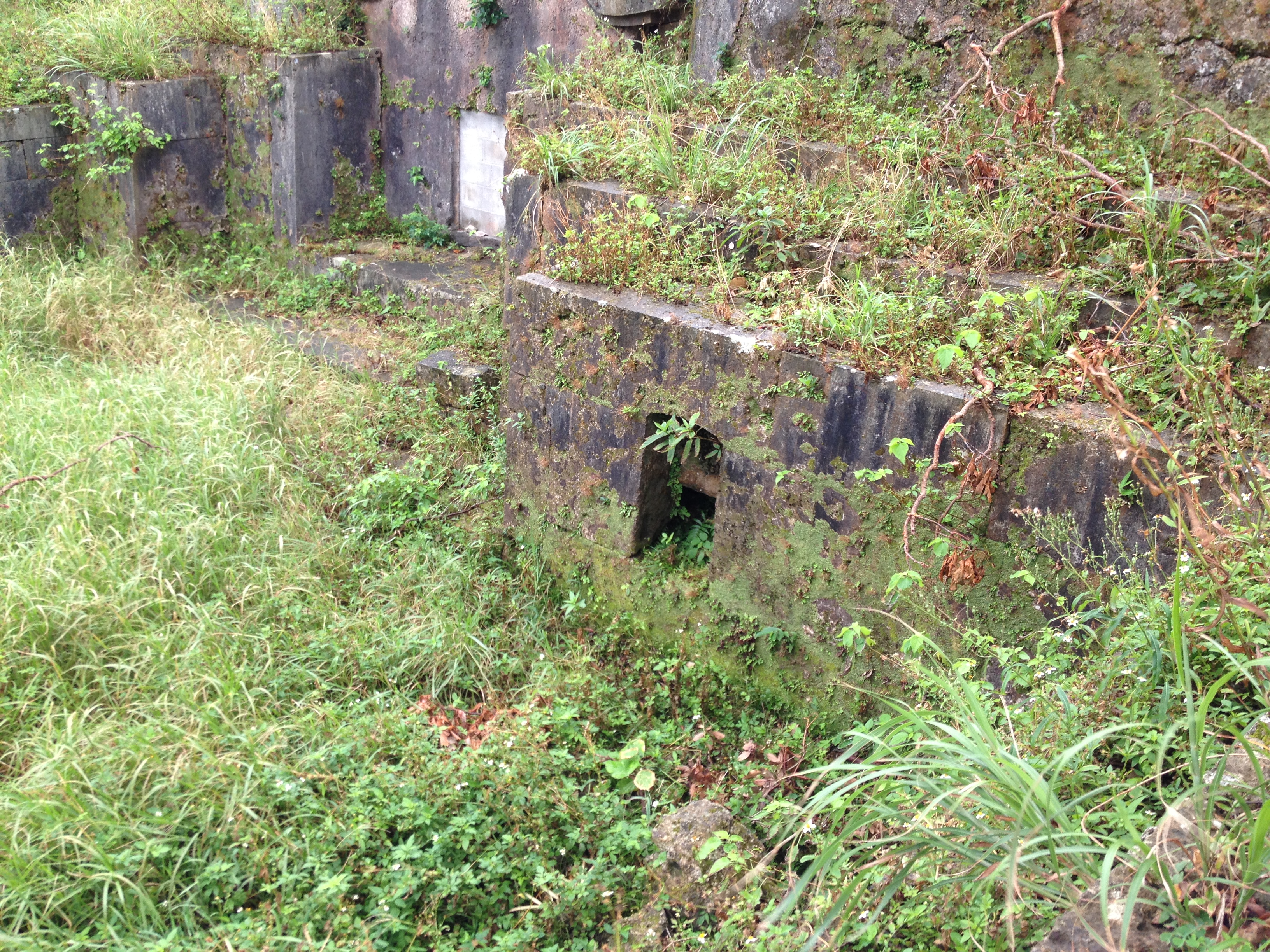
土地神の祠
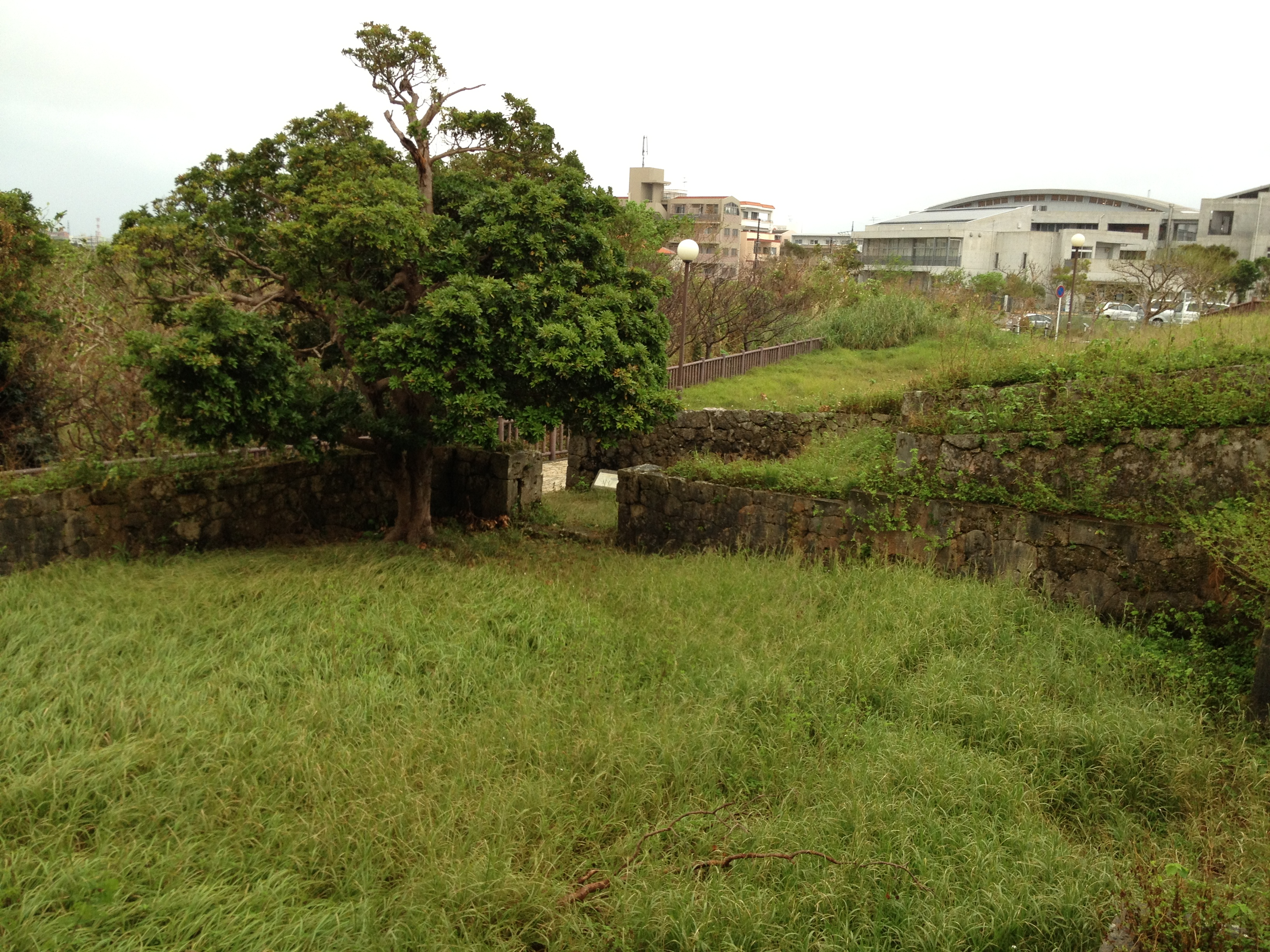
墓庭